# Il re fantasma
Il re fantasma è un film muto italiano del 1914 diretto da Ugo Falena.